# Michail Elizarov
Michail Elizarov (in russo Михаил Елизаров?; Ivano-Frankivs'k, 1973) è uno scrittore russo, vincitore del premio letterario Russkij Booker nel 2008.

## Biografia
Si è laureato presso l'Università di Kharkov, con una laurea in filologia. Contemporaneamente ai suoi studi, ha studiato canto alla Scuola Musicale. Dal 2001 al 2003, ha vissuto a Hannover, dove ha studiato presso la scuola di cinema regia cinematografica. Dal 2003 al 2007 è vissuto e ha lavorato a Berlino. Attualmente vive a Mosca.
Il suo primo libro, Ногти (Unghie) (una novella e una raccolta di racconti) è apparso nel 2001. Il libro è stato finalista del premio Andrei Belyj. Ha fatto seguito il romanzo su Pasternak e una breve raccolta di racconti dal titolo Красная плёнка (Film rosso). Nel 2007 è apparso il romanzo che ha decretato il suo successo di critica e di pubblico: Библиотекарь (Il bibliotecario) che nel 2008 ha ricevuto il 'Russkij Booker' (il più prestigioso premio letterario russo, sulla base dei voti espressi da un comitato di scrittori) come miglior libro dell'anno. Con questo romanzo, Elizarov manifesta le sue simpatie per l'Unione Sovietica. Al contrario degli scritti della maggior parte degli scrittori post-sovietici, ne Il bibliotecario, la caduta dell'Unione Sovietica è presentata come la perdita di un corpo degenerato, che, come suggerisce il protagonista, tutti avevano capito che non sarebbe dovuto succedere. La percezione, sostiene Elizarov, che questa perdita corporea necessitava di una perdita temporale, o esistenziale (degli ideali) era falsa. Il bibliotecario mostra i modi in cui gli ideali sovietici possono e devono persistere anche dopo (o forse più facilmente perché) che l'istituzione è fallita. Nel 2010 è stato pubblicato il romanzo Мультики (Cartoni).
Nel 2012 ha partecipato alla trasmissione Полиглот, Итальянский язык за 16 часов (Poliglotta. L'italiano in 16 ore), messa in onda dall'emittente russa Культура (Cultura), partecipando in qualità di studente di lingua italiano ad un corso della durata di 16 puntate, durante le quali, oltre ad apprendere i rudimenti dell'italiano, ha ammesso più volte di essere molto interessato alla lingua ed alla cultura italiane.
Elizarov ha ricevuto anche un certo numero di borse di studio da fondazioni culturali europee, tra cui Literarische Kolloquium di Berlino, dal Baltic Zentrum (Svezia), e da Stipendium der Stadt Schwaz (Austria). I suoi libri sono stati tradotti in tedesco, francese, italiano, danese, cinese, serbo, rumeno, polacco e ungherese.

## Premi e riconoscimenti
2011 Finalista per il Premio Bestseller Nazionale (Cartoni / Мультики)
2008 Russkij Booker (Il bibliotecario / Библиотекарь)
2007 Finalista per il Premio Bestseller Nazionale (Il bibliotecario / Библиотекарь)
2007 Finalista per il Big Book Award (Il bibliotecario / Библиотекарь)
2001 Premio Andrei Bely (Unghie / Ногти)

## Opere
- Мультики (Cartoni), 2010
- Нагант (Cubi), 2008
- Библиотекарь (in italiano: Il bibliotecario, Atmosphere libri, 2011) 2007
- Красная плёнка (Film rosso), 2005
- Pasternak, 2003
- Ногти (Unghie), 2001